# Maximilien Luce
Maximilien Luce (Parigi, 13 marzo 1858 – Parigi, 6 febbraio 1941) è stato un pittore neoimpressionista francese.

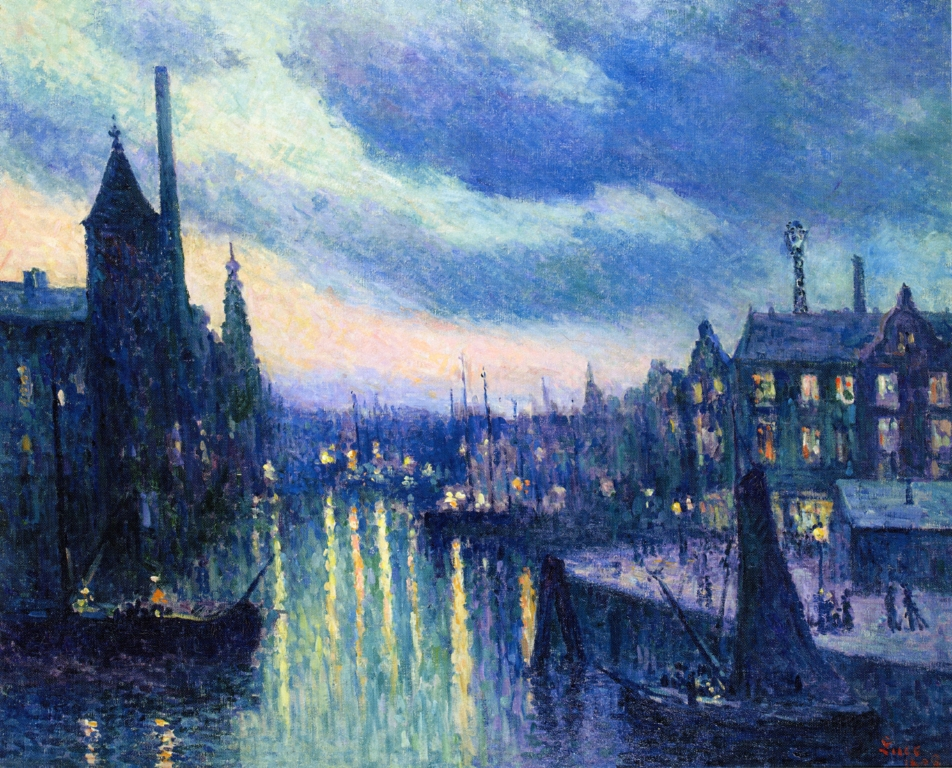
Il porto di Rotterdam la sera.

Assieme a Georges Seurat, Paul Signac e altri ancora, contribuì all'affermazione della tecnica divisionista. I suoi primi quadri sono databili al 1876. In essi Luce impiegò la tecnica del puntinismo elaborata da Seurat e basata sulla scomposizione della luce in colori primari: in questo modo l'occhio si sostituisce alla tavolozza ricostruendo le varie sfumature e le tinte composte. Fu anche un abile ritrattista.

## Biografia
Le prime esperienze artistiche di Luce coincisero con il suo apprendistato nel laboratorio d'incisione su legno di Henry Théophile Hildibrand, sebbene egli già dipingesse autonomamente seguendo il puntinismo di Seurat. Nel 1876 passò nell'atelier di Eugène Froment, altro incisore su legno, che realizzava tavole per la rivista L'Illustration. Al tempo stesso Luce seguì i corsi di disegno di Diogène Maillot.
Dopo una pausa, dal 1879 al 1881, dovuta al servizio di leva, Luce, tornato a Parigi, entrò nello studio di Carolus-Duran per dedicarsi unicamente alla pittura. Del resto, l'invenzione della zincografia, avvenuta nel 1882, non lasciava più molto futuro all'incisione su legno.

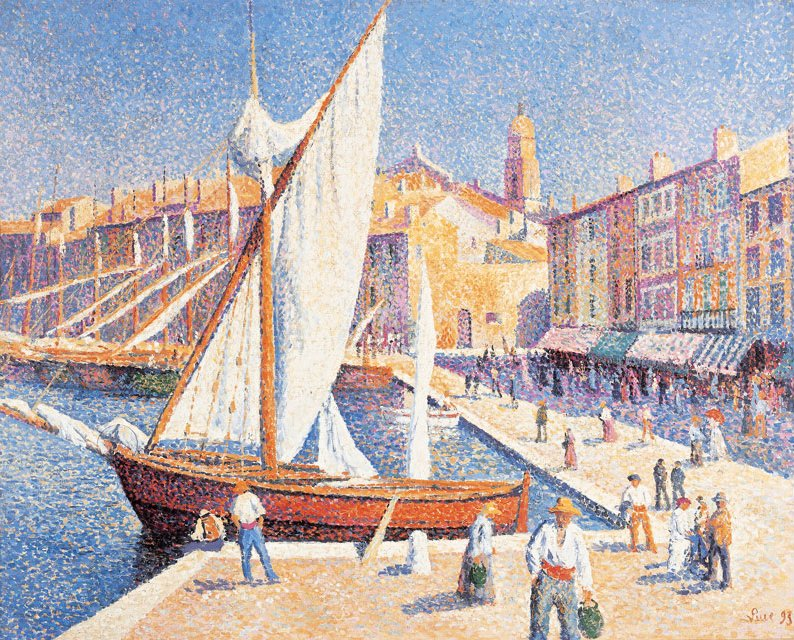
Il porto di Saint-Tropez

Frequentando il Salon des Indépendants ebbe l'occasione di conoscere di persona Seurat, Pissarro e Signac. Quest'ultimo gli comprò addirittura una tela: La toilette. Iniziò così un contatto diretto con i pittori che ammirava e di cui seguiva le orme. Ciò stimolò le sue capacità e la sua produzione, al punto che, nel 1889, fu invitato ad esporre a Bruxelles, dove tornò anche nel 1892. In questo stesso anno fece un viaggio a Londra con Pissarro, per poi recarsi a Saint-Tropez presso l'abitazione di Paul Signac. Il suo inserimento nell'ambiente dei neo-impressionisti fu così completo.
Appena un anno dopo, 1893, Luce, che aveva ormai 35 anni, sposò Ambrosine Bouin. Fu un matrimonio felice che durò tutta la vita, anche se il suo inizio fu funestato dalla morte del primo figlio nel 1895. Ma già nel 1896 nacque il secondo figlio, Federico.
Luce era nato e cresciuto nel mondo operaio di Montparnasse ed aveva vissuto, seppur da ragazzo, il clima della dura repressione della Comune di Parigi. L'atmosfera di tensione e gli avvenimenti cruenti a cui aveva assistito avevano influenzato fortemente il suo orientamento ed il suo impegno politico.

La polizia, pertanto, lo aveva classificato come individuo pericoloso, soprattutto da quando iniziò una collaborazione con il giornale Le Père Peinat, in seguito all'assassinio del Presidente Sadi Carnot nel 1894. Fu arrestato e rinchiuso per un mese nella prigione di Mazas.

Liberato, Luce profittò di questa esperienza per realizzare diverse illustrazioni della vita carceraria, che riunì in seguito in un album dal titolo "Mazas".
Le acque si calmarono e Luce continuò la sua vita di pittore, finché, nel 1917, scoprì l'esistenza del villaggio di Rolleboise, nei pressi di Parigi e decise di stabilirvisi.
Nel 1934 fu chiamato alla presidenza della Società degli artisti indipendenti, coronando così una carriera lunga e movimentata, durante la quale egli aveva attraversato da comprimario uno dei più fecondi periodi dell'arte figurativa, avendo esperito tutte le sue tecniche e realizzato le sue opere.

Fu membro del "Gruppo di Lagny", assieme a Émile-Gustave Cavallo-Péduzzi e Lucien Pissarro.
Sua moglie morì nel 1940 ed egli la seguì un anno dopo. Ambedue sono sepolti nel piccolo cimitero di Rolleboise.

## L'opera

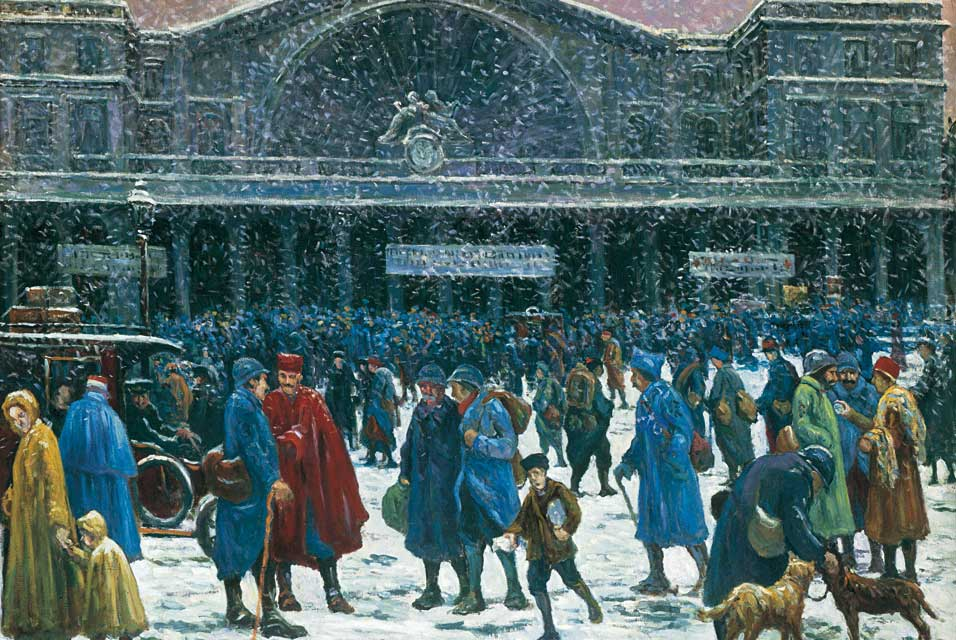
La "Gare de l'Est" sotto la neve

Diverse influenze hanno segnato l'opera di Maximilien Luce. Nato, come s'è detto, nel mondo operaio, divenne un paesaggista ritraendo scene di città industriali e di uomini al lavoro, dei quali esaltò le fatiche.
Il suo amico Félix Fénéon lo presentò nel 1887 come «  un uomo risoluto e onesto dal talento rozzo e muscoloso ».

Nel 1888 Fénéon descrisse il suo lavoro di pittore come quello di un neo-impressionista che « si rifà al metodo di Seurat, impiegando colori schietti posti gli uni accanto agli altri, legittimati dai loro complementari e che producono vibrazioni luminose. (...) L'arte di Luce è impegnata a rappresentare il proletariato nelle sue attività lavorative con una grande serenità di esecuzione e con tratti assai semplici »

L'anno seguente Fénéon rilevò un cambiamento nella gamma cromatica usata da Luce: « Le terre, le vecchie terre, si ritrovano ora sulla tavolozza di Maximilien Luce, sicché gli si potrà imputare l'aspetto rugginoso e pesante dei suoi quadri, nonostante la presenza di tinte violette ». E aggiungeva: « Luce è, come era anche Vallès, un artista strettamente classico: tutto lo dimostra, tanto nei suoi paesaggi che nell'album di litografie che egli ha recentemente pubblicato »
Dal 1890 Luce collaborò con disegni e illustrazioni a pubblicazioni di ispirazione anarchica, come Les Temps nouveaux, Le père Peinard e La Sociale.
Disse, a proposito delle sue idee politiche:
« ... che venga dunque una rivoluzione. Spero, se non sono un vigliacco, di esserci dentro e, in fede mia, credo proprio che avrò la gioia di farmi rompere il muso per queste idee nelle quali credo »
Come Pissarro, Luce fu un anarchico attivo e dipinse numerose scene di ambienti operai, fra cui "La bataille syndicale" del 1910. Durante la prima guerra mondiale, realizzò delle scene di combattimenti, dimostrandosi un artista militante, ostile agli orrori della guerra, come si nota nell'opera "La gare de l'Est" dipinta nel 1917.
Negli ultimi anni Luce ritrovò una tecnica più classica e un'ispirazione meno politicamente impegnata. Ne è testimonianza, assieme ad altri, il quadro "Rolleboise, la baignade dans le petit bras" del 1920.

## Opere

### Disegni e acquarelli
- N. - D. -  Champ de Bataille . Disegno a inchiostro e carboncino.

### Dipinti a olio su tela
Elenco parziale 
- 1882 - Vue de l'observatoire
- 1887 - La toilette
- 1889 - Quai de l'école

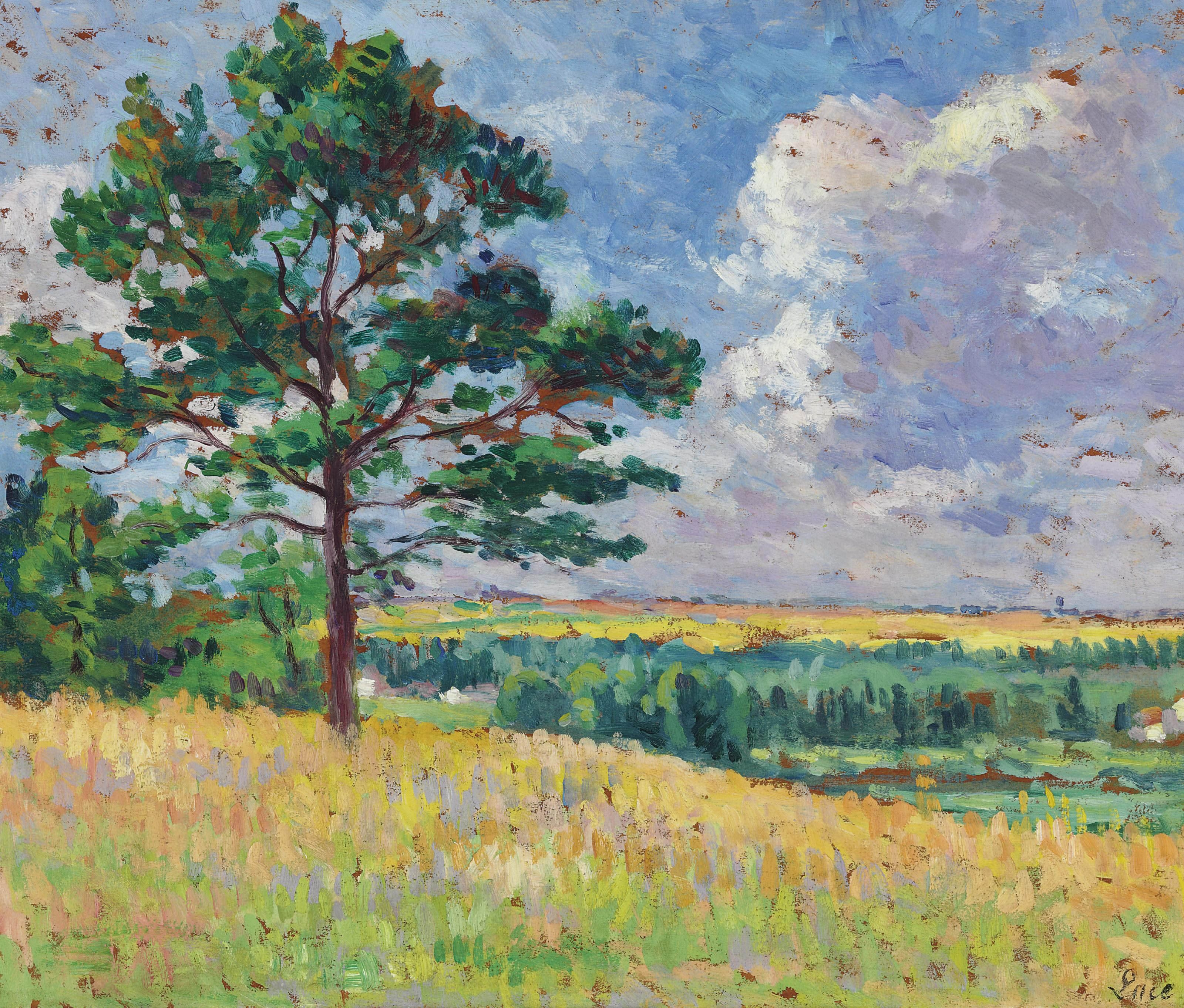
Paesaggio presso Méréville

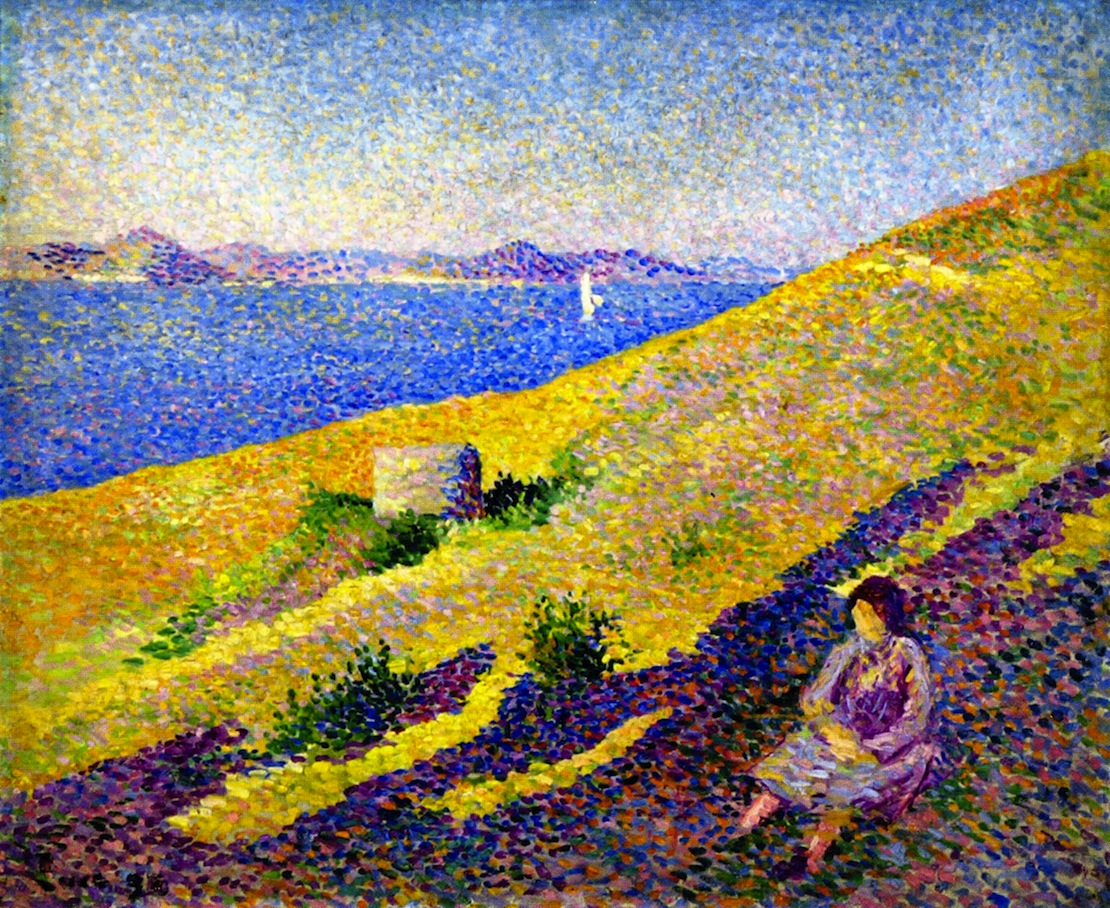
Costa della Cittadella

- 1890 - La Seine à Herblay, Musée d'Orsay, Parigi.
- 1890 - Le Louvre et le pont du Carrousel
- 1892 - Le café
- 1892 - Côte de la citadelle de Saint Tropez
- 1893 - Le port de Saint Tropez
- 1893 - Paris la nuit
- 1893 - Vue de Londres
- 1893 - Bord de mer
- 1894 - Quai à Camaret
- 1895 - La Tamise et le parlement de Londres
- 1895 - L'aciérie Stellworks
- 1896 - Fonderie à Charleroi
- 1896 - Percement de la rue Réaumur
- 1897 - Paris vu de Montmartre
- 1897 - Usine près de Charleroi
- 1897 - Les terrils de sacré Madame
- 1898 - Portrait d'Henri Edmond Cross
- 1898 - La cathédrale de Gisors
- 1899 - Notre-Dame
- 1901 - Madame Bouin à sa toilette
- 1901 - Quai de Montebello
- 1903 - La neige au quai de Boulogne, Musée d'Orsay
- 1907 - Construction des quais de Pacy
- 1908 - Rotterdam
- 1911 - Le chantier
- 1912 - Chantier de construction
- 1912 - La Seine a Rolleboise
- 1917 - La gare de l'Est
- 1920 - Ferme à l'Isle-Adam
- 1920 - Rolleboise, l'arbre en fleurs, Mantes-la-Jolie, museo dell'Hôtel-Dieu
- 1920 - Rolleboise, la baignade dans le petit bras, Mantes-la-Jolie, museo dell'Hôtel-Dieu
- 1936 - Travaux sur la Seine, pont des Saints-Pères, Museo Carnavalet, Parigi

## Musei
- Art Institute of Chicago
- Cleveland Museum of Art

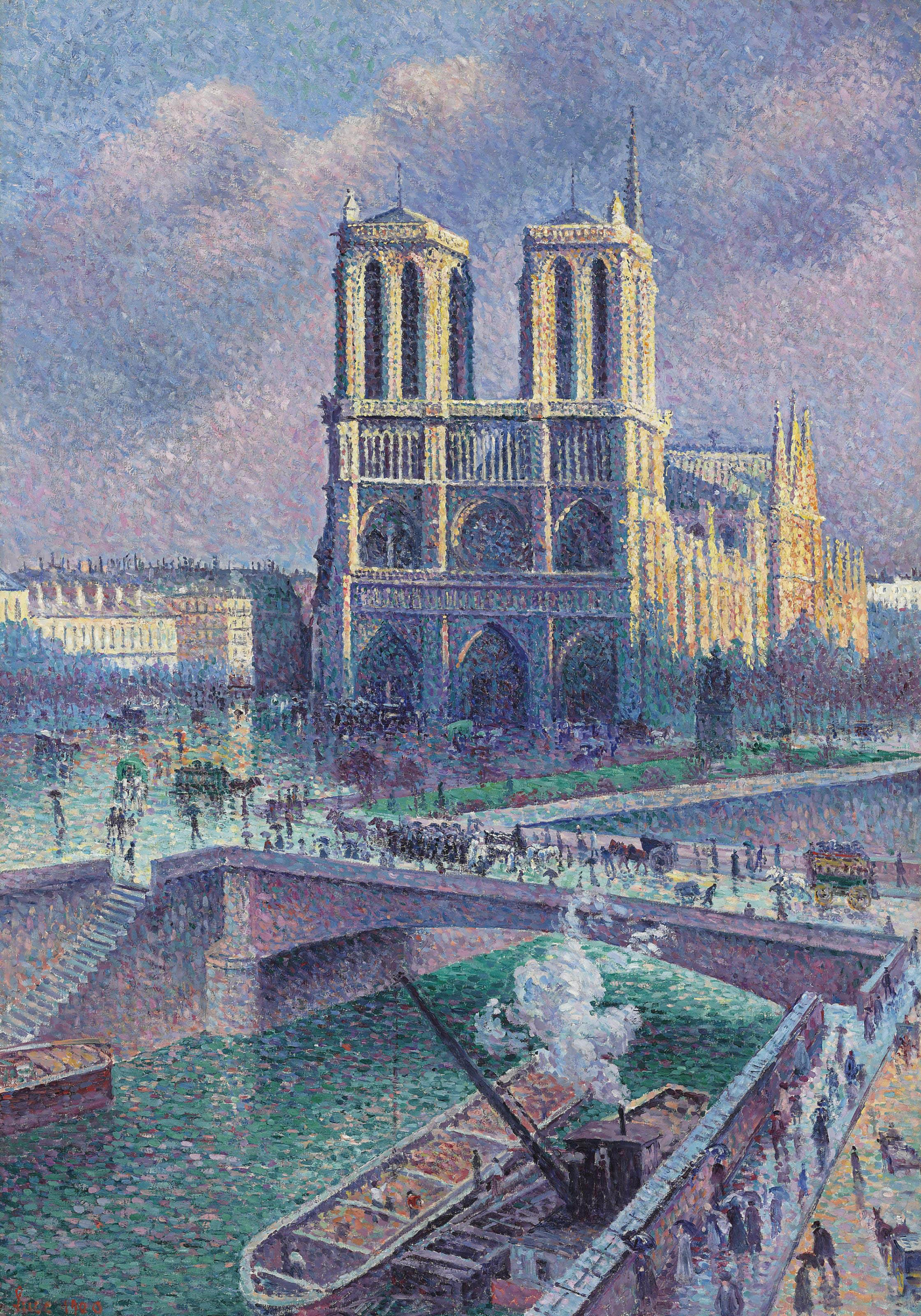
Notre Dame de Paris

- Davis Museum and Cultural Center, (Wellesley College)
- Fine Arts Museums di San Francisco
- Harvard University Art Museums
- Honolulu Museum of Art
- Indiana University Art Museum (Bloomington)
- Indianapolis Museum of Art
- Los Angeles County Museum of Art
- Metropolitan Museum of Art
- Minneapolis Institute of Arts
- Musée d'art moderne (Troyes)
- Musée de l'Annonciade (Saint-Tropez)
- Musée des Beaux-Arts de Rouen
- Musée des Impressionnismes (Giverny)
- Musée d'Orsay, Parigi
- Museo Lambinet (Versailles)
- The Museum of Fine Arts, Houston
- Museo di Grenoble
- New Art Gallery (Walsall, England)
- Palazzo Ruspoli (Roma)
- Portland Museum of Art (Maine)
- Princeton University Art Museum
- Saint Louis Art Museum (Missouri)
- San Diego Museum of Art (California)
- Thyssen-Bornemisza Museum (Madrid)
- Wallraf-Richartz Museum (Colonia)

## Galleria d'immagini

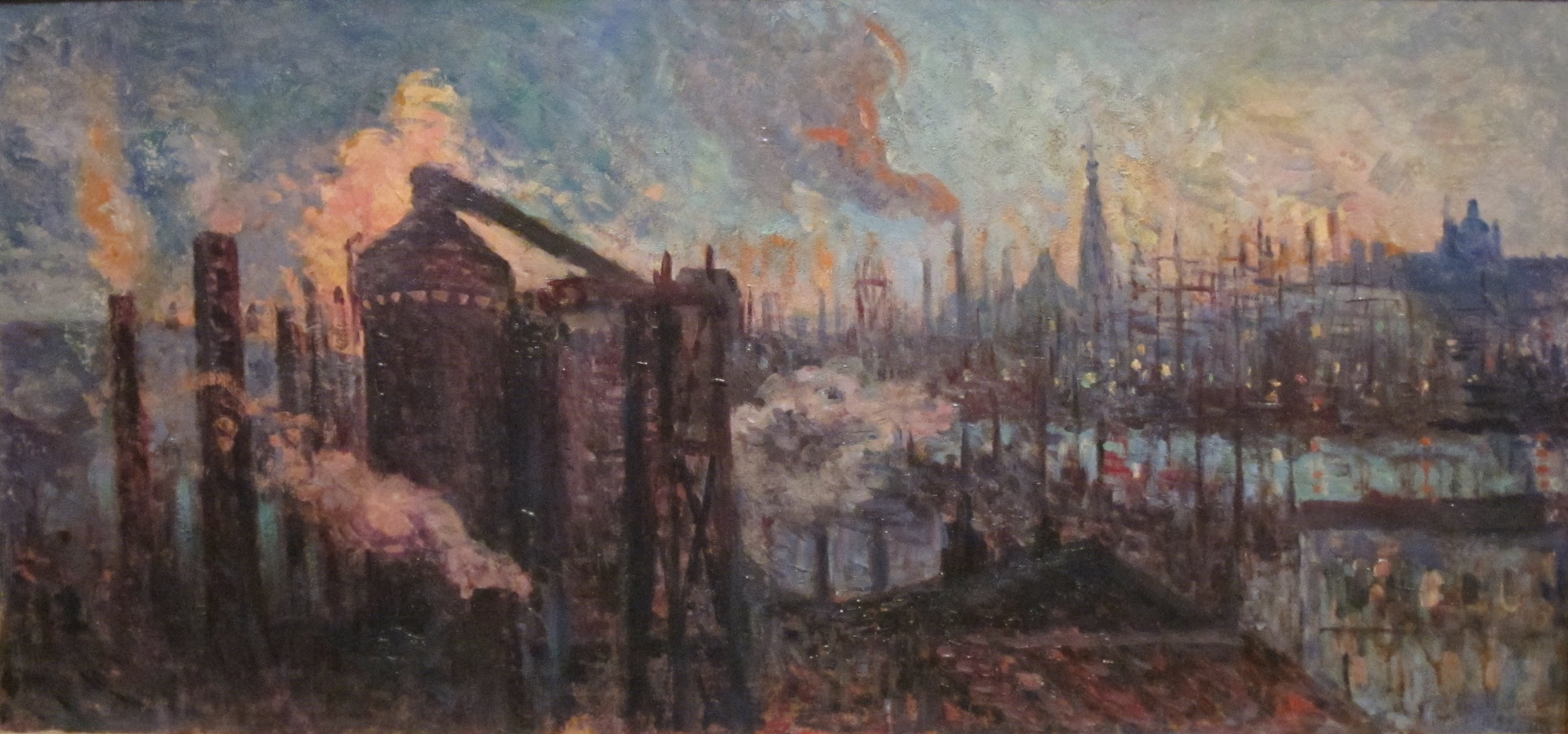
Grande città industriale
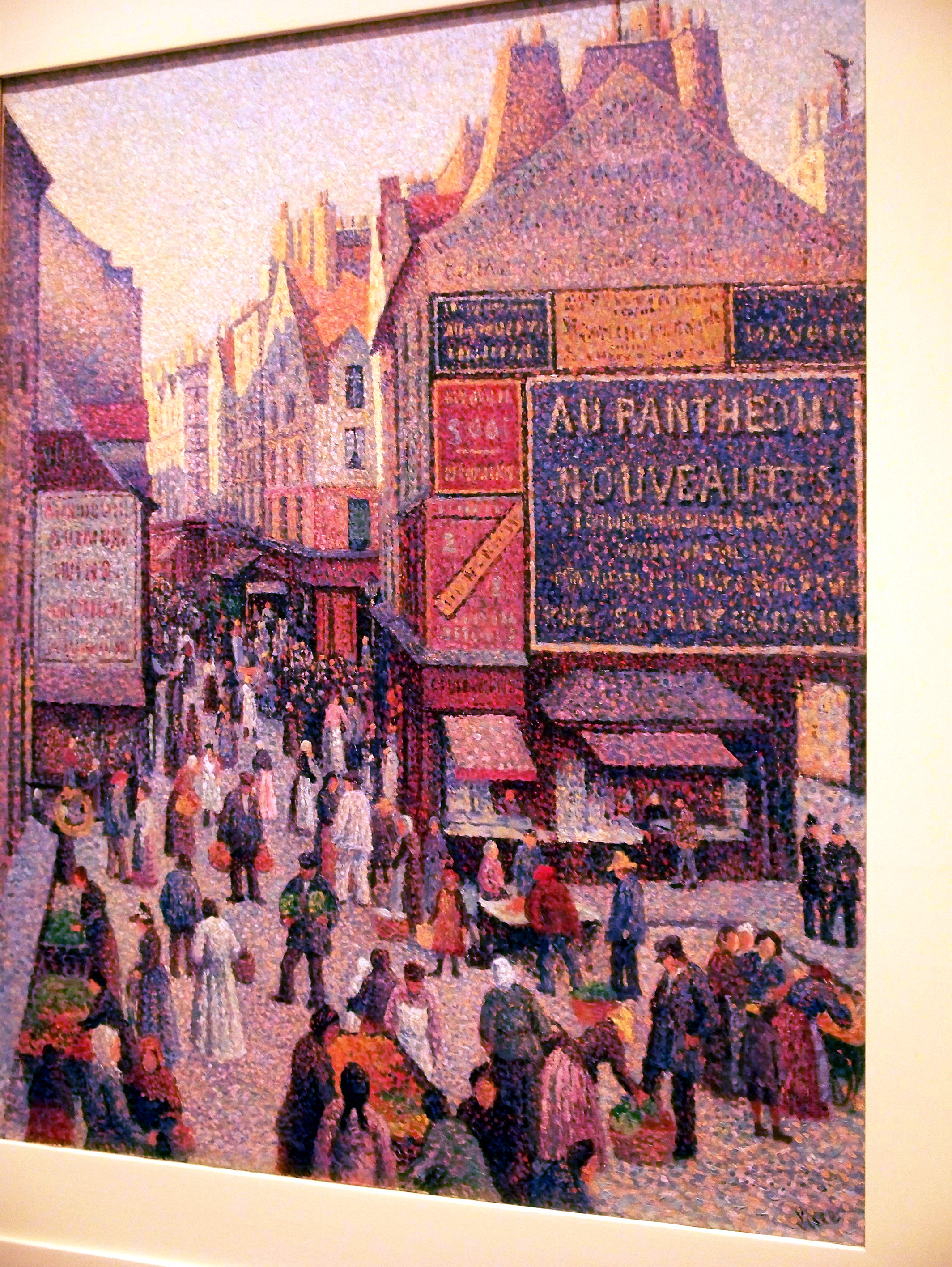
Rue Mouffetard
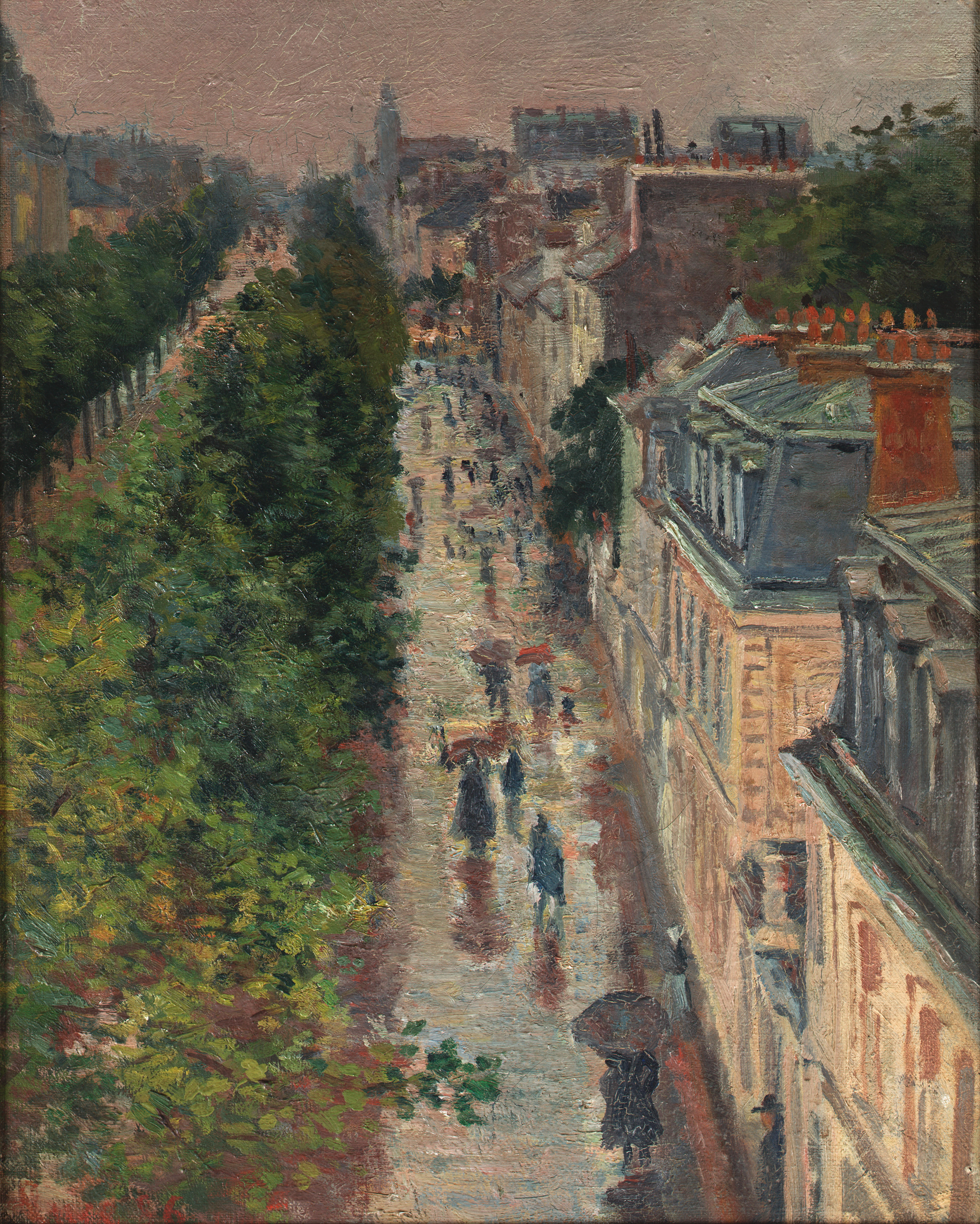
Strada di Parigi
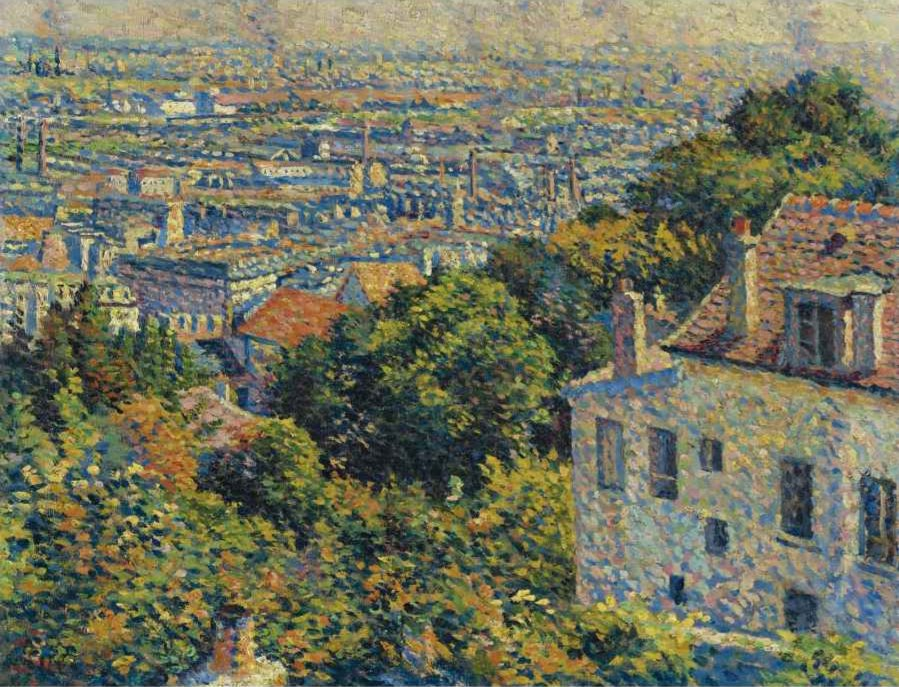
Montmartre visto dalla Rue Cortot
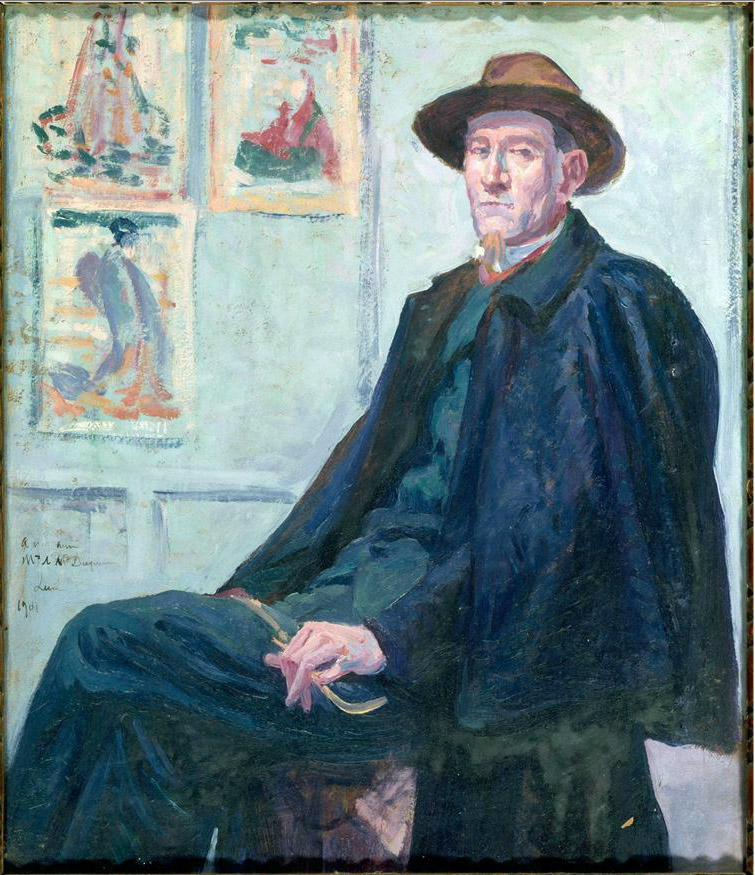
Ritratto di Félix Fénéon
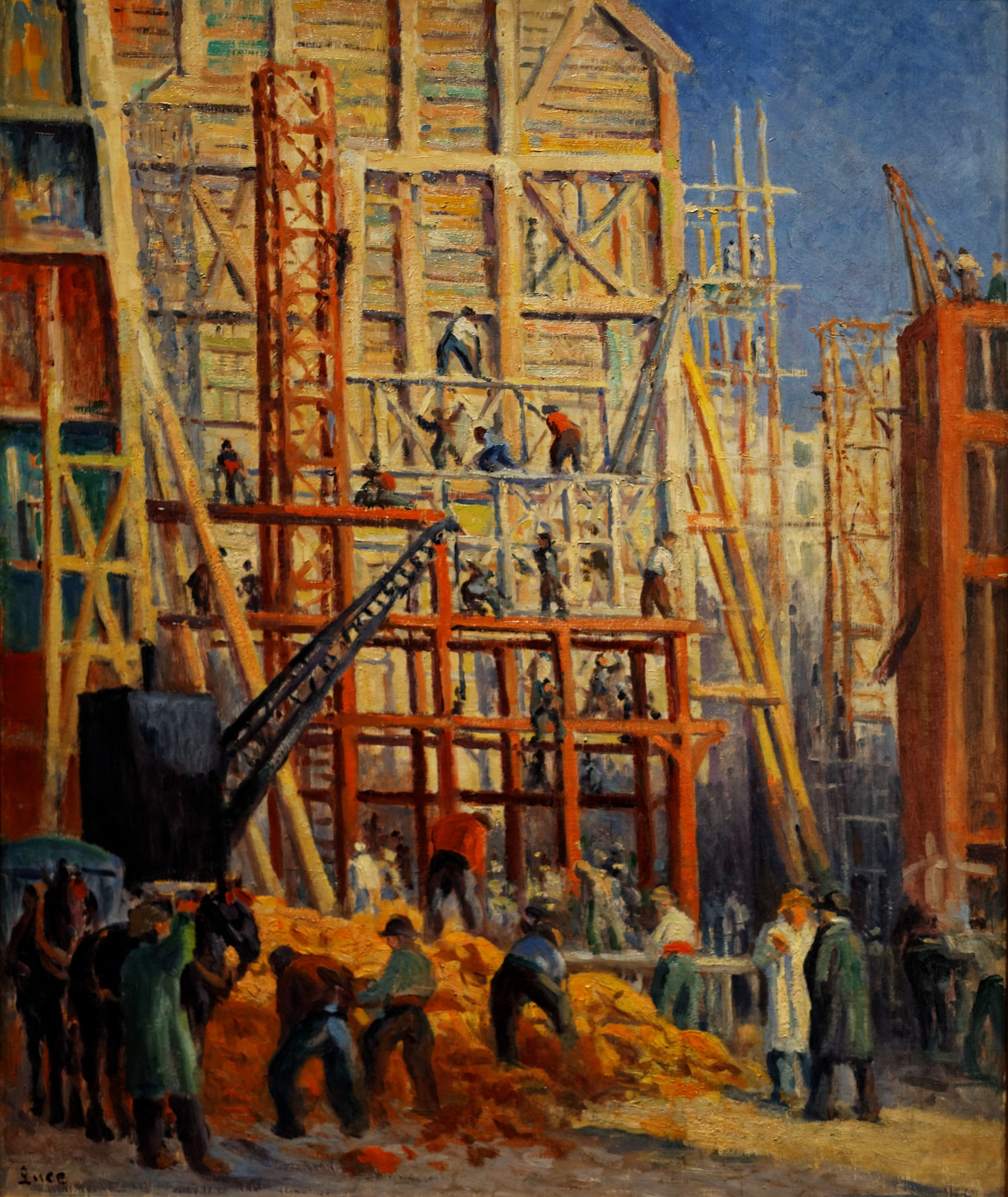
Il cantiere
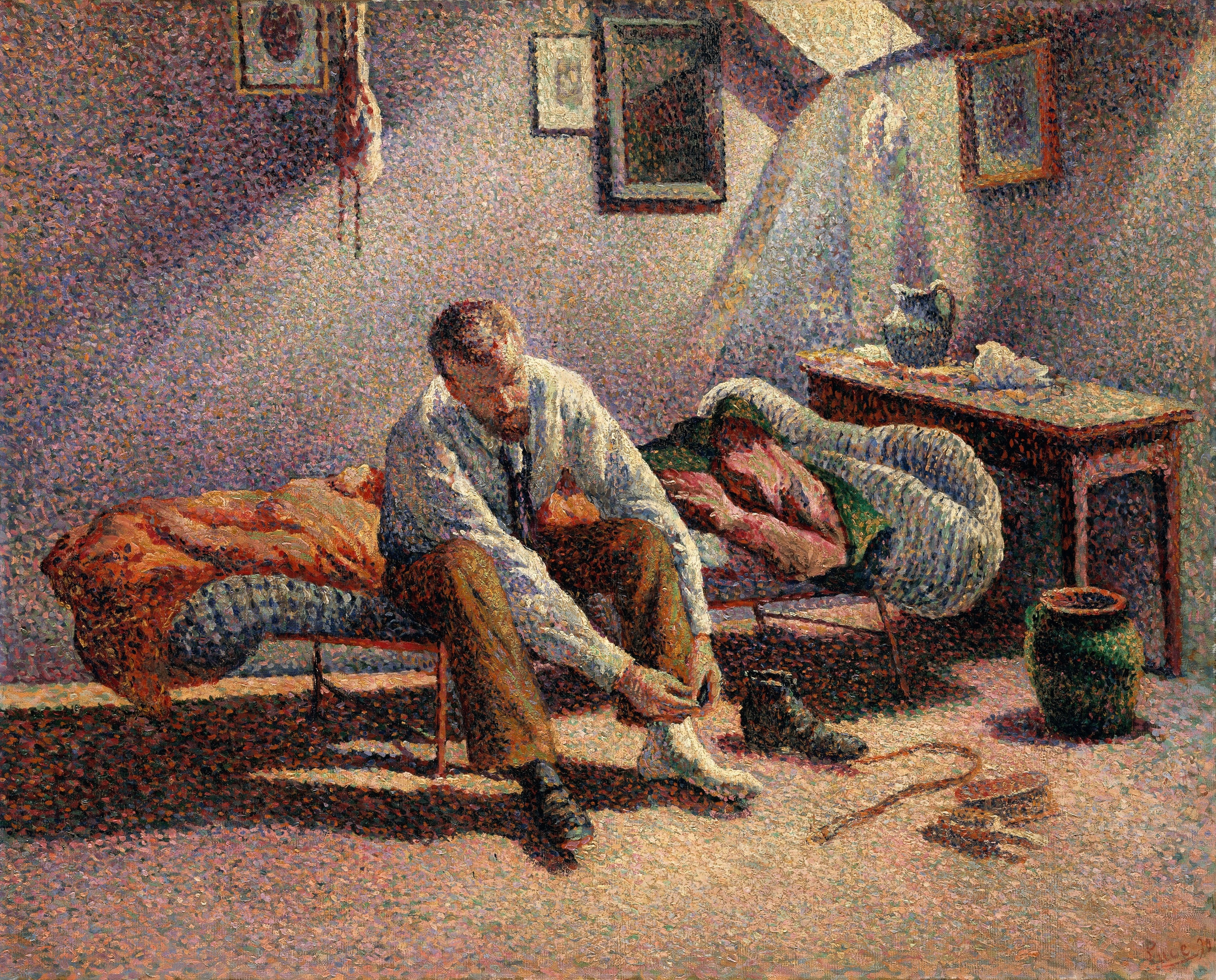
Mattino
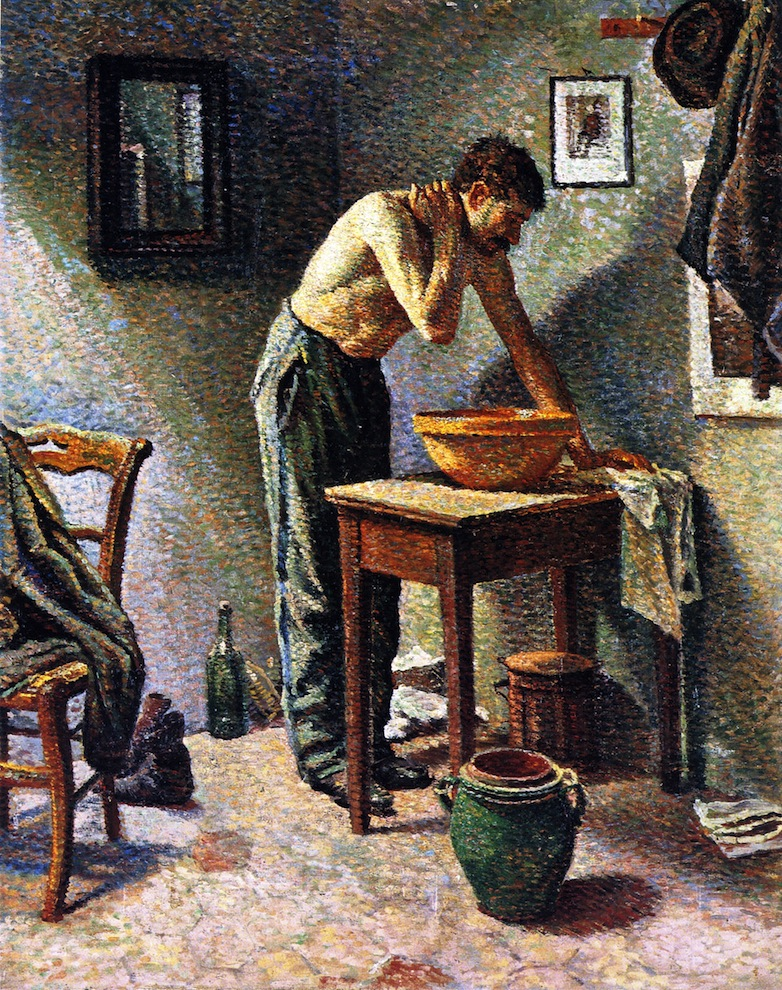
Uomo che si lava
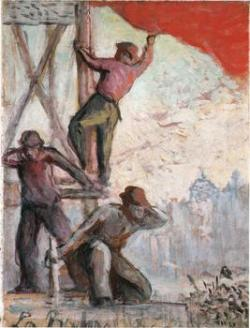
La bandiera rossa della battaglia sindacale
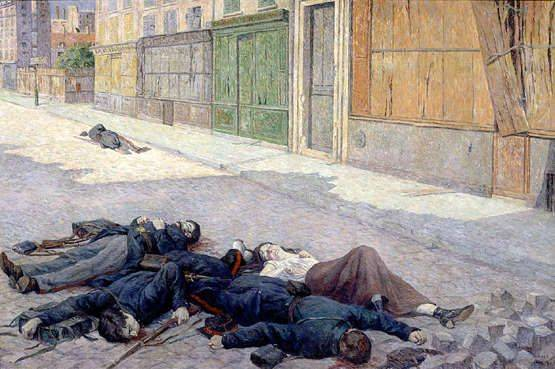
Maggio 1871 a Parigi
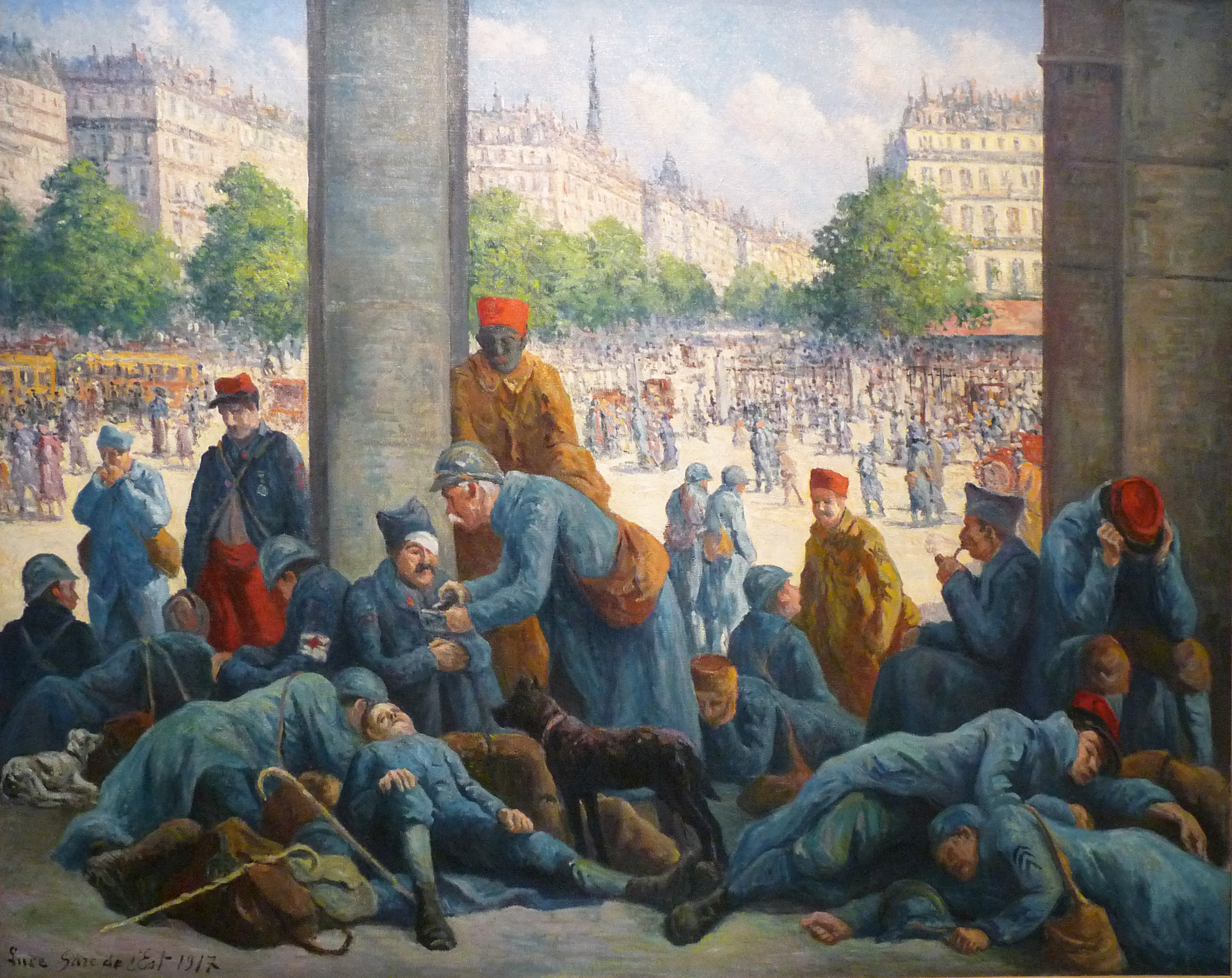
La "Gare de l'Est" nel 1917
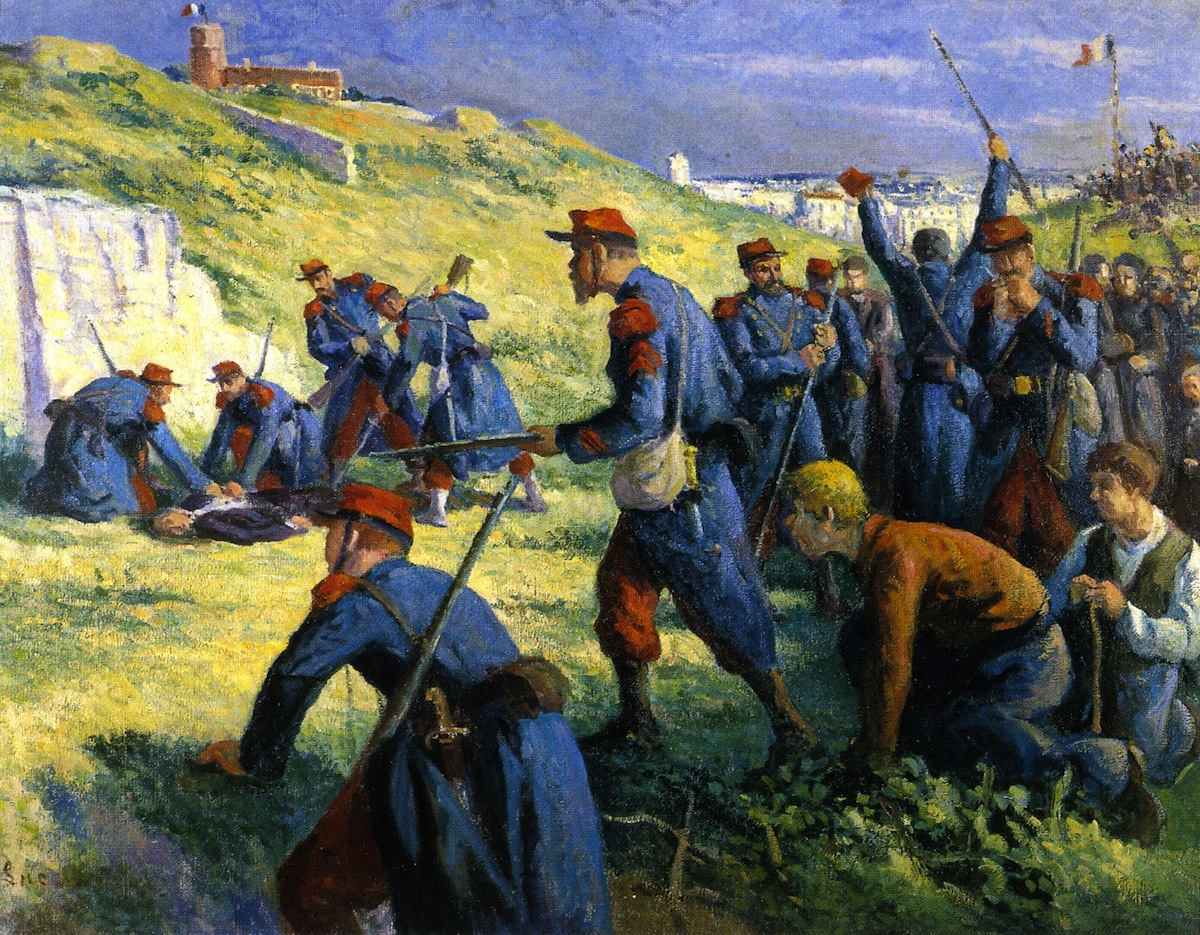
L'esecuzione di Varlin

## Collegamenti esterni

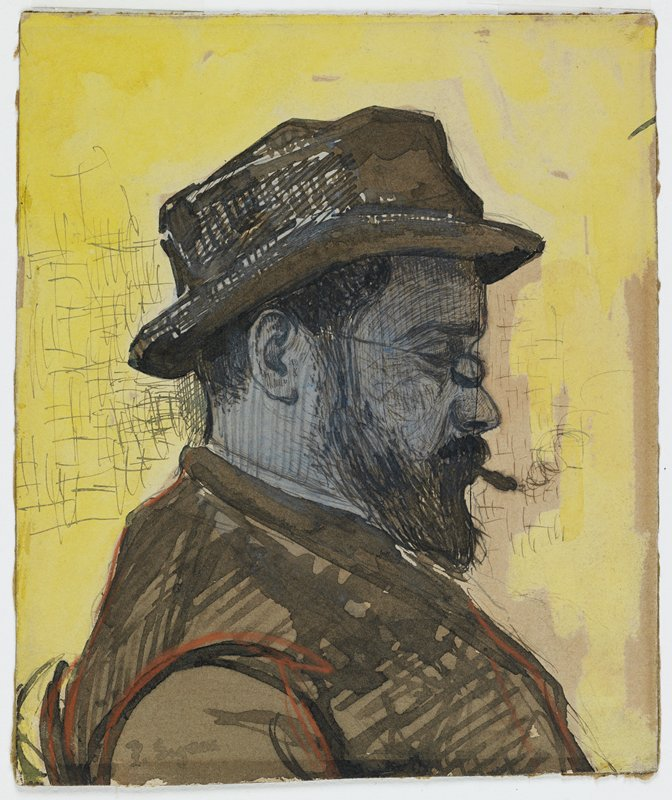
Maximilien Luce
Ritratto di Paul Signac